# 大叶藻
大叶藻（学名：Zostera marina），又名鰻草，为大叶藻科大叶藻属下的一种海草，廣泛分佈于北美洲和歐亞大陸沿海海域。

## 分佈
大葉藻廣泛分佈于北半球，甚至在北極也能生存。它多見於海灣、潟湖、河口和沙灘等各種沿岸水域，但不會露出水面。
布伦特·休斯博士领导的研究发现海獭有助于改善鳗草草床环境。